# Manuel de Ribera (película)
Manuel de Ribera es una película chilena del año 2010, dirigida por Christopher Murray y Pablo Carrerape interpretada r Eugenio Morales, Samuel González y Viviana Almonacid.

## Sinopsis
En una zona austral de Chile, un hombre llamado Manuel Ribera llega a vivir a una pequeña isla deshabitada frente a un pueblito de pescadores. En medio de esa soledad y ese marco natural, el personaje establecerá peculiares lazos con el entorno y sus habitantes.

## Reparto
- Eugenio Morales como Manuel Ribera.
- Samuel González como Rodrigo.
- Eliana Almonacid como Inés.

## Premios
- Mejor Elenco, Festival de Cine B, Chile, 2010.
- Mejor Película, Competencia Nacional, Festival de Cine de Santiago (SANFIC), Chile, 2010.